# South China Morning Post
South China Morning Post (SCMP, с англ. — «Утренняя почта Южного Китая»; кит. трад. 南華早報, упр. 南华早报, пиньинь Nánhuá Zǎobào) — старейшая англоязычная газета Гонконга, издающаяся с 1903 года. С 2016 года принадлежит китайской компании Alibaba Group.

## История
Основана антицинским революционером Цзе Цантаем и британским журналистом Альфредом Каннингемом. Первый номер газеты выпущен 6 ноября 1903 года. Китайское название 南清早報 (с кит. — «Утренняя почта южной Цин») было изменено на 南華早報 в 1913 году, через год после основания Китайской Республики.
После Второй мировой войны The Hongkong and Shanghai Banking Corporation приобрела контрольный пакет акций газеты. С 1987 года SCMP принадлежала News Corporation Руперта Мёрдока.
Большую часть 1990-х годов SCMP была самой прибыльной газетой в мире. К 1993 году ежедневный тираж газеты превышал 100 000 экземпляров, а годовая прибыль составила 586 миллионов гонконгских долларов (75,6 миллиона долларов США). В 1993 году контрольный пакет акций SCMP приобрела корпорация Kerry Media малайзийского миллиардера Роберта Куока.
В 2016 году газета вместе с другими медиаактивами SCMP Group была куплена компанией Alibaba Group. По словам представителей компании, сделка была продиктована желанием улучшить имидж Китая и представлять точку зрения, альтернативную западным СМИ. По мнению организации Freedom House, газета в целом сохранила независимость с переменой владельца, хотя в ней стали чаще публиковаться статьи в поддержку политики правительства Китая.